# Dieter Treeck
Dieter Treeck (* 7. September 1936 in Dortmund) ist ein deutscher Schriftsteller und Lyriker.

## Leben
Treeck war von 1970 bis 1999 Kulturdezernent der Stadt Bergkamen. In dieser Funktion entwickelte er Modelle für eine bürgernahe Kulturpolitik im mittelstädtischen Raum.  Dazu gehörte u. a. die Gründung der 1. kommunalen Kunstgalerie der Bundesrepublik Deutschland (Städtische Galerie sohle 1), die Konzeption und Organisation stadtübergreifender Kunstfestivals, wie den 1. bis 7. „bergkamener bilder basar“ von 1970 bis 1985, die Erprobung neuer Formen kommunaler Literaturförderung („Bergkamener Literaturförderpreis“) sowie die Initiierung und Finanzierung von Autorenpatenschaften. Er entwickelte und organisierte außerdem einen deutsch-polnischen Autorenaustausch zwischen dem Krakauer Schriftstellerverband und der Stadt Bergkamen. 1981 initiierte er ein Bürgerkomitee zur Unterstützung der Restaurierung Krakauer Kulturdenkmäler. Aus dieser Arbeit ging auch die Städtepartnerschaft zwischen Bergkamen und der polnischen Salzbergwerkstadt Wieliczka hervor.
Treeck arbeitet seit 1960 als Schriftsteller, zunächst überwiegend als Hörfunk- und Kinderbuchautor, dann auch als Lyriker, Erzähler, Satiriker, Kabarett- und Chansonautor. Er tritt mit eigenen literarisch-kabarettistischen Bühnenprogrammen auf, zumeist mit seiner Lebensgefährtin, der ungarischen Schauspielerin, Kabarettistin und Chansonsängerin Kriszti Kiss. Zudem arbeitet er als Autor für Presse und Hörfunk. Außerdem verfasst er kulturpolitische Beiträge und Essays in Handbüchern, Zeitschriften und für den Hörfunk.
1984 wurde Dieter Treeck Mitbegründer des Westfälischen Literaturbüros e. V. in Unna und fungiert seither als Mitglied des Vorstandes. Ebenfalls seit 1984 ist er Mitglied im Verband Deutscher Schriftsteller (VS) und seit 2010 Mitglied der Gesellschaft für zeitgenössische Lyrik (GZL) in Leipzig. 1996/97 gründete er die Künstlergruppe Kunstwerkstatt sohle 1 Bergkamen mit dem persönlichen Arbeitsschwerpunkt „Visualisierung poetischer Prozesse“. Seit 2004 ist er Vorsitzender von Melange e. V.,Literarische Gesellschaft zur Förderung der Kaffeehauskultur(Dortmund).
Dieter Treeck wohnt in Dortmund.

## Sonstiges
Das von seinem Vorfahren, Carl Treeck (1841–1928, Gründer von "Carl Treeck sen. & Söhne") errichtete, denkmalgeschützte Familiengrab befindet sich auf dem Ostenfriedhof.

## Preise und Auszeichnungen
- Goldene Ehrennadel der Stadt Krakau für Verdienste um die Restaurierung Krakauer Kulturdenkmäler, 1986
- Orden des polnischen Kultusministers für Verdienste um die polnische Kultur, 1984
- Goldene Ehrenmedaille des Rates der Stadt Bergkamen für besondere Verdienste um die Stadt, insbesondere um die Kulturarbeit, 2019[4]

## Werke
- Erprobungsfeld Kultur Bergkamen. Thesen, Materialien, Modelle. AVA-Manifest, Atelier-Verlag Andernach, 1978
- Was soll, kann, darf Kunst? (Katalogbuch zur gleichnamigen Ausstellung), Hrsg. Stadt Bergkamen 1978
- Die Werkstatt des Künstlers (Katalogbuch zur gleichnamigen Ausstellung), Hrsg. Stadt Bergkamen 1984
- Es ist anders als sonst, Gedichte 1965 bis 1984 (Geleitwort Josef Reding), Atelier-Verlag Andernach, 1984
- Dziura w swietle („Loch im Licht“), Gedichte in polnischer Übersetzung (Stefan Papp) mit Zeichnungen von Alf Welski, Verlag KAW, Krakau, Polen (1987);
- Die Krone der Ameisenkönigin (WDR-Kinderbuch), mit Illustrationen von Klaus Lehmann, Pick-Verlag Köln (1989)
- Der rasierte Weihnachtsmann (WDR-Kinderbuch), mit Illustrationen von Heide Mayr, Pick-Verlag Köln (1989)
- Was kostet ein Kartoffelkäfer? WDR-Kinderbuch, mit Illustrationen von Anna Bulanda, Pick-Verlag Köln (1990)
- Weihnachten voll und Gans (Erzählungen, Szenen, Gedichte, Lieder, illustriert von Henryk Bzdok, Katowice/PL), Verlag Kettler, Bönen (1998)
- Meine Träume altern nicht (Gedichte), mit Foto-Grafiken des Autors, Atelier-Verlag Andernach, 2007
- Henriette Davidis Lesebuch, zusammengestellt und mit einem Nachwort von Dieter Treeck, Nylands kleine westfälische Bibliothek, Band 26, 2011; Aisthesis Verlag
- Und wieder zieht das Elchgespann, das wahn-sinnige Weihnachtsbuch, mit Illustrationen von Henryk Bzdok, Universitätsverlag Brockmeyer, Bochum 2012
- Ich habe noch ein Bein von Dir, Poesie des Alltags, mit Illustrationen von Henryk Bzdok, Universitätsverlag Brockmeyer, Bochum 2015

### Mappenwerke
- Steine (Gedichte, korrespondierend mit Radierungen von Wolfgang Fräger), Hamm (1977)
- Schichtwechsel (Lithografien von Ismail Coban, Erzählungen von Dieter Treeck), Hrsg. Stadt Bergkamen (1980)
- Liebesbilder Lithografien von Lothar Kampmann und Gedichte von Gerd Eickenbusch, Heinrich Peuckmann, Gerd Puls, Horst Hensel, Dieter Treeck (1985)
- träumen Lithografien von Willi Sitte und Gedichte von Horst Hensel, Heinrich Peuckmann, Dieter Treeck, Kettler-Verlag, Bönen (1992)

### In Anthologien und Literaturzeitschriften (Auswahl)
- in: Zehn Jahre Zeitkritik. Augsburg 1985.
- in „Heimat ist dort, wo du dein Geld verdienst“ (Weltkreis-Verlag, 1986)
- in „Das Buch vom großen Durst“ (Fackelträger, 1987)
- in „Alles hat seine Zeit“ (Lesebuch zum evgl. Kirchentag, 1989)
- in „Jahrbuch Westfalen“ (Aschendorf, 1987, 1988, 1989, 1993, 1994)
- in „Augenblicke der Erinnerung“ (ASSO-Verlag, 1991)
- in „GeistesKinder“ (Lesebuch zum evgl. Kirchentag, 1991)
- in „Auschwitz – Gedichte“; (Verlag Staatl. Museum Auschwitz/Oswiecim, 1993)
- in: Lesezeichen – Ein Buch hat viele Seiten. Hrsg. von der Gesellschaft für Literatur NRW und Bertelsmann Club/Kulturprojekte 1998.
- in „Kreuz und quer den Hellweg“ (Klartext, 1999)
- in „A 45 – Längs der Autobahn und anderswo“ (Grupello, 2000)
- in „Sieben Schritte Leben“ – Neue Lyrik aus NRW (Grupello, 2001)
- in „Gedichte gegen den Krieg“, Internet-Anthologie (Düsseldorf/Cambridge, 2003)
- in „Poesiealbum neu“ (Gesellschaft für zeitgenössische Lyrik, Leipzig, Ausgaben 03/2008, 01/2009, 01/2010, 01/2011, 01/2013)
- in „Schlafende Hunde II“, Politische Lyrik, hrsg. von Thomas Bachmann (Verlag am Park, Leipzig, 2011),
- in „Entwicklungen – Bergkamen literarisch“, hrsg. von Lukas Peuckmann (assoverlag Oberhausen, 2011)
- in „Worte sind Boote“, Hörbuch für die Aktion „Kinder in Not“, Leipzig (Gesellschaft für zeitgenössische Lyrik e.V., 2011)
- in „Vuglfrei“ – Mundart & Kunstart (Dokumentation zu den „Tagen der Poesie in Sachsen“, hrsg. von der Gesellschaft für zeitgenössische Lyrik, Leipzig, 2012)
- in „Literatur in Westfalen“, Band 12, hrsg. von Walter Gödden, Literaturkommission für Westfalen, 2012

## Herausgeberschaft
- Was soll, kann, darf Kunst? Buch zur Ausstellung. Bergkamen 1983.
- Die Werkstatt des Künstlers. Buch zur Ausstellung. Bergkamen 1984.
- 30 Jahre – 30 Künstler. Buch zur Ausstellung. Bergkamen 2000.

## Sekundärliteratur
- Pisarze zaglebia Ruhry (Schriftsteller der Region Ruhrgebiet:):  Dieter Treeck, Horst Hensel, Heinrich Peuckmann, Gerhard Eickenbusch, Josef Reding, Max von der Grün In: Pismo literackie artystyczne, Krakau 1985
- Porträt. In: Pismo literacko artystyczne, Krakau, 1986, H. 1.
- A. Pollo: Zynismus als Katharsis. Der Lyriker Dieter Treeck; in: Hybryda, Krakau, 4. Quartal 1998.
- in: Westfälisches Autorenlexikon. Hrsg. von Walter Gödden und Iris Nölle-Hornkamp. Bd. 4: 1900 bis 1950. Verlag Ferdinand Schöningh: Paderborn 2002.
- in: Kürschners deutscher Literaturkalender. Hrsg. von W. Schuder. Berlin, New York 1998.